# Lactophrys

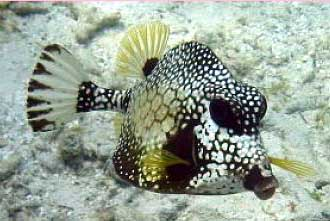
Lactophrys triqueter

A Lactophrys a csontos halak (Osteichthyes) főosztályának a sugarasúszójú halak (Actinopterygii) osztályához, ezen belül a gömbhalalakúak (Tetraodontiformes) rendjéhez és a bőröndhalfélék (Ostraciidae) családjához tartozó nem.

## Rendszerezésük
A nembe az alábbi 3 faj tartozik:
- Lactophrys bicaudalis (Linnaeus, 1758)
- Lactophrys trigonus (Linnaeus, 1758)
- Lactophrys triqueter (Linnaeus, 1758)